# Benakanakond, Ranibennur
Benakanakond là một làng thuộc tehsil Ranibennur, huyện Haveri, bang Karnataka, Ấn Độ.